# Visma
Visma er en nordisk koncern, der leverer software til virksomheder, som bl.a. omfatter automatisering af regnskab, lønsystemer, HR-systemer, mødeagendasystemer mm. Virksomheden har mere end 14.000 ansatte globalt, heraf ca. 1.000 i Danmark.

## Struktur og ejerskab
Visma i Danmark består af 23 selskaber.
Koncernen er ejet af Hg and co-investors 63.1%, GIC 12.8%, Intermediate Capital Group 7.2%, Montagu 5.8% and CPPIB 5.0%. Ledelsen i Visma ejer de sidste 6,2% af koncernen.

## Produkter og services
Visma leverer software til virksomheder og har bl.a.:
- Regnskabsprogrammer og ERP-systemer, bl.a. E-conomic.dk og Dinero.dk
- CRM-programmer
- Webshop- og website-løsninger [3]
- It-udvikling og -rådgivning
- Lønadministration og -outsourcing, DataLøn og Visma Enterprise[4]
- HR-administration og rekruttering
- Bogføring, regnskabsassistance, debitorstyring og inkasso
- Rabatportal - LogBuy.dk

## Opkøb
Visma har de seneste år opkøbt en række virksomheder på det danske IT-marked. Heraf sidder 10 af virksomhederne samlet i Carlsberg Byen på hovedkontoret, og de øvrige selskaber sidder spredt i Danmark i bl.a. Randers, Aarhus, Vallensbæk og Aalborg.